# ГЕС Токома
ГЕС Токома — гідроелектростанція, що споруджується у Венесуелі. Знаходячись між ГЕС Гурі (вище по течії) та ГЕС Каруачі, входить до складу каскаду на річці Кароні, правій притоці однієї з найбільших річок світу Ориноко.
У межах проєкту долину річки перекрили комбінованою греблею, котра включає бетонні гравітаційні секції висотою до 82 метрів та загальною довжиною 677 метрів, а також ліво- та правобережні кам'яно-накидні та земляні секції загальною довжиною 5700 метрів. Гребля утримуватиме водосховище з площею поверхні 87 км2 та об'ємом 1770 млн м3.
Пригреблевий машинний зал обладнають десятьма турбінами типу Каплан потужністю по 230 МВт, які використовуватимуть напір у 34 метри та забезпечуватимуть виробництво 12,1 млрд кВт·год електроенергії.
На початку 2010-х почався монтаж гідроагрегатів станції, проте наслідки венесуельського соціалістичного експерименту наразі відтермінували введення її в експлуатацію на невизначений час.